# Трубіцин Владислав Сергійович
Владислав Сергійович Трубіцин (н. 1 лютого 1983, Харків, УРСР) — депутат Київської міськради IX скл. (партія Слуга народу), голова комісії Київської міськради з питань підприємництва, промисловості та міського благоустрою. Фігурант кримінального провадження щодо корупції в Київській міськраді.

## Біографія
Народився 1 лютого 1983 року у Харкові. З 2001 року займався підприємницькою діяльністю у мистецько-антикварній сфері.
У 2010 році був директором київського антикварно-букіністичного магазину «Букініст». У 2015 році заснував галерею мистецтв «Старовинна книга».

## Громадська діяльність
У червні 2020 року став організатором протестних акцій та очолив ініціативну групу із захисту книжкового ринку «Петрівка» в Києві від спроб його знищення новими власниками земельних ділянок. Заснував ГО «Книжковий ринок», яка має боротися за збереження ринку, розірвання договорів оренди та передачі ринку у власність територіальної громади Києва.
У червні 2021 року ввійшов до редакційної колегії літературно-мистецького часопису «Літературна Україна».

## Політика
У 2020 році обраний депутатом Київської міської ради від Слуги народу (№ 5 у списку).
Після затримання НАБУ у зв'язку з хабарем, Трубіцин вийшов з партії Слуга народу у лютому 2022 року, а у травні 2023 року його виключили з фракції «Слуга народу» у Київраді.
У Київраді очолює комісію з питань підприємництва, промисловості та міського благоустрою.

## Розслідування

### Звинувачення в отриманні хабаря
9 лютого 2022 року Трубіцина з 5 колегами було затримано детективами НАБУ. Йому було вручено підозру у отриманні хабаря на 1,26 млн грн. За даними слідства, Трубіцин у змові з групою осіб з керівниками комунальних підприємств Києва, вимагав гроші за перемоги в тендерах на розміщення точок пересувної торгівлі. Йшлося про сім локацій у різних районах міста (Дарницькому, Дніпровському, Шевченківському тощо). Ці послуги учасники оцінили у 1,39 млн грн на рік. Трубіцина з колегами було затримано при передачі 1,26 млн грн. ВАКС заарештував Трубіцина на 60 днів із заставою в 14,9 млн грн.
Пізніше НАБУ опублікувало запис переговорів фігурантів справи, де Трубіцин обговорює його отримання. На записах фігурує прізвище Татаровим, якому спільники можуть звітувати про свої дії.
16 лютого, після внесення застави, Трубіцин вийшов з СІЗО, він мав здати свої документи і носити електронний браслет. 22 лютого Трубіцин вийшов з партії Слуга народу. У жовтні 2022 року НАБУ і САП скерували обвинувальний акт щодо Трубіцина та його співучасників до суду для розгляду по суті. 25 травня 2023 року Трубіцина виключили з фракції «Слуга народу» у Київраді.
29 травня 2023 року САП ініціювала оголошення Трубіцина у міжнародний розшук, а 5 червня ВАКС задовольнив клопотання. Сам він виїхав з України 13 травня без дозволу від САП завдяки дозвільному листу від ГУР, виданий на прохання ССО. Трубіцина заочно взяли під варту та дозволили заочний розгляд справи.
13 липня 2023 року НАБУ оголосило Трубіцина в розшук. Його дії кваліфіковані за ч.4 ст. 368 ККУ, а дії інших п'ятьох підозрюваних — за ч.5 ст.27 ч.4 ст. 368 ККУ.

### Підробка документів
Журналіст Юрій Бутусов оприлюднив документи про те, що 2010 року Трубіцина було засуджено: 2 березня 2010 року Ізюмський суд Харківської області визнав Трубіцина винним у підробці документів. 27-річний Трубіцин підробив посвідчення інспектора енергонагляду і з'явився з фіктивними перевірками на два ринки в Ізюмі. Суд звільнив Трубіцина від кримінальної відповідальності, а сам Трубіцин не прийшов на засідання.
Згідно з інформацією Володимира Ар'єва, проти Трубіцина відкривали кримінальну справу у Єревані за викрадення цінних книг із Національної бібліотеки Вірменії.

## ЗМІ про Трубіцина
- «В Украине, к сожалению, утрачена культура домашних библиотек» [Архівовано 5 лютого 2021 у Wayback Machine.]
- Журнал «Антиквар»
- Классик в современном контексте [Архівовано 10 лютого 2021 у Wayback Machine.]
- Фестиваль городской культуры Булгаков-FEST прошел в Киеве.
- Глава комиссии Киевсовета по вопросам предпринимательства, промышленности и городского благоустройства о реформах в системе городского управления, которые ждут столицу [Архівовано 18 березня 2021 у Wayback Machine.]
- Вимагав понад мільйон: НАБУ викрило на хабарі депутата Київради від «Слуги народу»